# アカツキメディアスタジオ
株式会社アカツキメディアスタジオは、東京都品川区上大崎に本社を置く映像制作会社。株式会社アカツキの完全子会社。

## 概要
株式会社アカツキから、キッズ向けIP（知的財産権）創出プロジェクト「クマーバチャンネル」の事業が独立。2020年9月、株式会社アカツキの100%子会社として法人化。映像コンテンツ制作を軸に、YouTube運用やIPプロデュースを展開するメディアスタジオ。
親会社のアカツキとの関係性を明確にするなどの理由から、2025年に社名をKumarbaからアカツキメディアスタジオに改称した。

## 沿革
- 2020年9月 - 株式会社Kumarba設立
- 2020年10月 - 「クマーバチャンネル」に関する伊藤忠商事とマスターライセンス契約締結[3]
- 2021年4月 - 「クマーバチャンネル」が日本キャラクター大賞2021 ニューフェイス賞受賞[4]
- 2021年11月 - YouTubeチャンネル運用代行事業開始[5]
- 2022年4月 - 親会社である株式会社アカツキから「ほっぺポムリス」「おかしなクマ」の事業譲受を発表[6]
- 2024年4月 - テレビアニメ「クマーバ」がテレビ東京で放送スタート[7]
- 2025年6月 - 社名を株式会社アカツキメディアスタジオへ変更[8]

## テレビアニメ
| 開始年 | 放送期間  | タイトル | 原作     | テレビ局   |
| ------ | --------- | -------- | -------- | ---------- |
| 2024年 | 4月-6月   | クマーバ | Kumarba  | テレビ東京 |
| 2024年 | 10月-12月 | クマーバ | Kumarba  | テレビ東京 |
| 2025年 | 4月 -     | ンめねこ | しりもと | TBSテレビ  |

## Webアニメ
| 開始年 | 配信期間 | タイトル                       | 原作                                |
| ------ | -------- | ------------------------------ | ----------------------------------- |
| 2019年 | 5月 -    | クマーバチャンネル             | Kumarba                             |
| 2020年 | 12月 -   | ほっぺポムリス                 | Kumarba、小学館集英社プロダクション |
| 2020年 | 12月 -   | おかしなクマ                   | Kumarba、小学館集英社プロダクション |
| 2022年 | 11月 -   | ニャーオンチャンネル           | 講談社                              |
| 2023年 | 7月 -    | GO！GO！ベビテクター           | タカラトミー                        |
| 2023年 | 8月 -    | 歌ぬい・にゃるみー             | 東映アニメーション                  |
| 2024年 | 2月 -    | せんたいライダーKidsチャンネル | 東映                                |
| 2024年 | 7月 -    | はみゅちゅー                   | Kumarba、講談社                     |
| 2024年 | 7月 -    | ゆる社員しばのすけ             | Kumarba、講談社                     |
| 2024年 | 8月 -    | リカちゃん公式チャンネル       | タカラトミー                        |
| 2025年 | 3月 -    | ルアープリンセス               | アイア                              |
| 2025年 | 4月 -    | りりおんチャンネル             | 社会福祉法人白ゆり会                |

## YouTubeチャンネル
| 開始年 | 配信期間 | タイトル             | クライアント |
| ------ | -------- | -------------------- | ------------ |
| 2024年 | 1月 -    | ゆとらない日々       | yutori       |
| 2024年 | 8月 -    | 東京工科大学         | 東京工科大学 |
| 2025年 | 2月 -    | ゆとりくんチャンネル | yutori       |
| 2025年 | 3月 -    | プレックスな人たち   | プレックス   |